# 疣枝寄生藤
疣枝寄生藤（学名：Dendrotrophe granulata）为檀香科寄生藤属下的一个种。

## 扩展阅读
維基物種上的相關：疣枝寄生藤